# Jacob Visbeen
Jacob (Jaap) Visbeen (Nieuwe Tonge, 24 september 1915 – Walcheren, 23 november 1944) was een Nederlands militair die omkwam tijdens de Bevrijding van Nederland.
Jaap Visbeen was de zoon van Arie Visbeen en Marie Visbeen-van Alphen en groeide op in Nieuwe Tonge. Voor zijn militaire dienstplicht kwam hij in 1934 bij de cavalerie in Den Haag. Daarna volgde hij in Apeldoorn de opleiding bij de Marechaussee te paard. Toen de Tweede Wereldoorlog uitbrak was Visbeen in Axel geplaatst, waar hij onder meer zich bezighield met het opsporen van smokkelaars.

## Engeland
Via België en Noord-Frankrijk ging hij naar Engeland, en via het Rode Kruis zond hij bericht aan zijn ouders dat hij veilig in Engeland was aangekomen. Daar sloot hij zich aan bij de voorloper van de Prinses Irene Brigade en kreeg hij een parachutisten-opleiding waarna hij werd ingedeeld bij de parachutistencompagnie "Noothoven van Goor", de para-compagnie van de Irene Brigade die onder leiding stond van majoor A.A. Paessens. Visbeen kreeg ook les in het demonteren van mijnen. Bij een van zijn sprongen raakte hij gewond aan zijn schouder. Hij lag maandenlang in een ziekenhuis in Liverpool.
Na de ontbinding van de parachutistencompagnie werd hij als infanterist ingedeeld bij Gevechtsgroep I, die ook onder Paessens opereerde.

## Walcheren
In 1944 kwam sergeant Visbeen met Gevechtsgroep I van de Irene Brigade op Walcheren terecht. Het was zijn opdracht met enkele collega's mijnen te zoeken en die onschadelijk te maken. De werkzaamheden vonden plaats bij het Kanaal door Walcheren, daar moest onder meer het jaagpad langs het kanaal mijnenvrij gemaakt worden. Visbeen kwam bij West-Souburg om het leven toen een aantal gevonden mijnen ontplofte.
Hij kreeg aan het Molenwater bij de Centrale Opleidingsschool voor Administratief Kader (COAK) een tijdelijk graf met een houten kruis en werd later herbegraven op de Gemeentelijke Begraafplaats in Middelburg.